# Esa Pirnes
Esa Pirnes, född 1 april 1977 i Uleåborg, Uleåborgs län, är en finländsk före detta ishockeyspelare. Pirnes draftades av Los Angeles Kings i den sjätte rundan 2003 (totalt den 174:e spelaren att draftas detta år).
Pirnes spelade för Kärpät i hemstaden Uleåborg i andraligan 1995–1999 innan han flyttade till Esbo 1999 för spel i Blues i FM-ligan. Efter två säsonger i förortslaget flyttade dock Pirnes vidare till Tammerfors för spel i Tappara. Efter att Pirnes draftats av LA Kings 2003 prövade han lyckan i Nordamerika. Det blev dock endast 57 matcher och 11 poäng i NHL säsongen 2003/2004 (samt 4 matcher och 4 poäng för Manchester Monarchs i farmarligan AHL). Pirnes valde därför att flytta hem till Finland till säsongen 2004/2005 och spel i Lukko i FM-ligan. Mellan säsongerna 2006 och 2008 spelade Pirnes en framträdande roll i svenska Färjestad i Elitserien.
Säsongerna 2012/2013 och 2013/2014 representerade Pirnes AIK. År 2014 valde Pirnes att bryta kontraktet med AIK. Pirnes återvände då till sin första elitklubb Kärpet, som han för närvarande representerar.

## Klubbar
- Kärpät (Uleåborg, Finland) 1995–1999
- Blues (Esbo, Finland) 1999–2001
- Tappara (Tammerfors, Finland) 2001–2003
- Los Angeles Kings (Los Angeles, Kalifornien) 2003/2004
- Manchester Monarchs (Manchester, New Hampshire) 2003/2004
- Lukko (Raumo, Finland) 2004–2006
- Färjestads BK (Karlstad, Sverige) 2006–2008
- Atlant Mytisjtji  (Mytisjtji, Ryssland) 2008/2009
- Jokerit (Helsingfors, Finland) 2009–2012
- AIK (Stockholm, Sverige) 2012–2014
- Kärpät (Uleåborg, Finland) 2014–2016